# Calypso (vệ tinh)
Cũng có một tiểu hành tinh mang tên 53 Kalypso.
Calypso (/kəˈlɪpsoʊ/ kə-LIP-sohkə-LIP-soh; tiếng Hy Lạp: Καλυψώ) là một vệ tinh tự nhiên của Sao Thổ. Nó được khám phá vào năm 1980, từ những quan sát dưới mặt đất, bởi Dan Pascu, P. Kenneth Seidelmann, William A. Baum, và Douglas G. Currie, và được đặt ký hiệu tạm thời là S/1980 S 25 (vệ tinh thứ 25 của Sao Thổ được phát hiện trong năm 1980). Một vài sự xuất hiện khác của nó đã được ghi nhận trong những tháng tiếp theo: S/1980 S 29, S/1980 S 30, S/1980 S 32, và S/1981 S 2. Vào năm 1983 nó được chính thức đặt tên theo nữ thần Calypso trong thần thoại Hy Lạp. Nó cũng được đặt ký hiệu là Saturn XIV hoặc Tethys C.
Calypso có quỹ đạo chung với vệ tinh Tethys, và ở bên trong điểm Lagrange (L5) của Tethys, 60 độ đằng sau Tethys. Mối quan hệ này lần đầu được phát hiện ra bởi Seidelmann et al. vào năm 1981. Vệ tinh Telesto ở bên trong điểm Lagrange còn lại của Tethys, 60 độ ở hướng còn lại từ Tethys. Calypso và Telesto đã được gọi là "vệ tinh Troia của Tethys", bởi sự so sánh với các tiểu hành tinh Troia, và là hai trong số bốn vệ tinh Troia hiện tại được biết đến.
Giống như nhiều vệ tinh Sao Thổ nhỏ và tiểu hành tinh khác, Calypso có hình dạng dị hình, có nhiều hố va chạm lớn đè lên nhau, và có vẻ như cũng có vật chất bề mặt lỏng lẻo có khả năng làm trơn nhẵn bề ngoài của vệ tinh. Bề mặt của nó là một trong những bề mặt phản xạ lớn nhất (ở bước sóng có thể nhìn thấy) trong Hệ mặt trời, với suất phản chiếu hình học nhìn thấy được là 1,34. Suất phản chiếu rất cao này là kết quả của sự phun các hạt vật chất từ Vành E của Sao Thổ, một vành đai mờ nhạt được cấu tạo từ các hạt vật chất làm từ nước đá nhỏ được tạo ra bởi các mạch phun cực nam của vệ tinh Enceladus.

## Hình ảnh

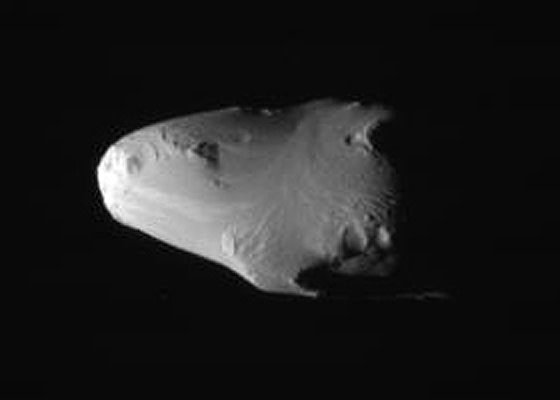
Một bức ảnh khác được chụp vào ngày 13 tháng 2 năm 2010 cho thấy các đặc điểm suất phản chiếu giống như dòng chảy
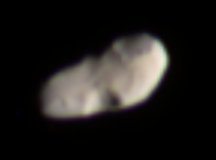
Hình ảnh từ tàu Cassini chụp ngày 23 tháng 9 năm 2005
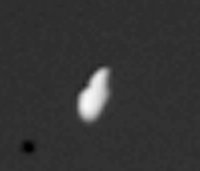
Calypso được chụp bởi tàu Voyager 2 (tháng 8 năm 1981)